# Jim Pomeroy
Pour les articles homonymes, voir Pomeroy.
Jim Pomeroy, né le 16 novembre 1952 et décédé le 6 août 2006, était un pilote américain de moto-cross.
Il fut le premier américain à gagner une manche des Championnats du monde de motocross (1973 en Espagne). Il participa à quatre saisons (1973-1976) du Championnats du Monde 250 cm³, décrochant au mieux une quatrième place au classement final en 1976. Il se tourna ensuite vers le championnat américain de moto-cross, toujours en 250 cm³, où il opéra pendant deux saisons (1977 et 1978), décrochant la troisième place du classement général en 1977.
Il meurt en 2006 dans un accident de la route à Washington.